# Apache Atlas
Pour les articles homonymes, voir Atlas.
Apache Atlas est un framework permettant la gouvernance et la gestion de méta données sur Hadoop. Il offre la possibilité de faire: typage de métadonnées, de classifier les métadonnées, du Data Lineage, de faire de la recherche de source de données, de sécuriser l’accès au données en masquant des informations par exemple.

## Historique
Initialement développé par Hortonworks le logiciel est transmis à la fondation Apache en mai 2015.
En juin 2017 il devient un projet "top-level"